# Bitwarden
Bitwarden est un gestionnaire de mots de passe freemium et partiellement sous licence libre AGPL, qui permet de générer et de conserver des mots de passe de manière sécurisée. Ces éléments sont protégés par un seul et unique mot de passe appelé « mot de passe maître ». Il a été créé en 2016 par Kyle Spearrin. 
Le logiciel est disponible sur la plupart des systèmes d'exploitation (Linux, Windows, macOS, iOS, Android ainsi qu'en ligne de commande), et comme module d'extension pour navigateur web. Il est également possible de consulter ses mots de passe depuis un site web.

## Histoire

### Origine
À la suite du rachat de LastPass par l'entreprise LogMeIn, Kyle Spearrin, un architecte logiciel, recherche une alternative open source à ce dernier. Mais ce fut un échec selon le site Developpez.com : « Ses recherches ont été sans succès. Tous les gestionnaires qu’il a pu trouver sur le web sont propriétaires et payants. D’autres solutions open source comme KeePass sont également disponibles, mais selon Spearrin, ce dernier n’offre pas la même facilité d’utilisation que Lastpass ».   
Il décide alors de créer son propre gestionnaire de mots de passe, lance une campagne de financement participatif sur Kickstarter et récolte 7 016 dollars pour pouvoir développer son logiciel. Il travaillera de nuit pendant un an environ.     

### Développements
La première version sort le 10 août 2016 avec une application pour iOS et Android, un module d'extension pour Chrome et Opera ainsi qu'un site internet. L'extension pour Firefox est lancée plus tard, en février 2017,,.
En juillet 2017, 8bit Solutions lance un programme public de bug bounty pour Bitwarden via la plateforme HackerOne (en).   
Une application de bureau pour macOS, Linux et Windows est lancée en février 2018 ainsi qu'une extension pour Microsoft Edge, un mois après,.   
En juin 2018, le navigateur web Cliqz procède à un examen de la confidentialité et de sécurité de Bitwarden en se basant sur l'extension pour Firefox et conclut que Bitwarden n'aurait pas de problèmes de sécurité pour ses utilisateurs. À la suite de cet examen, Bitwarden est ajouté au navigateur.
En octobre 2018, 8bit solutions commande un audit de cybersécurité à une entreprise allemande indépendante, Cure53. L'audit comportait un test d'intrusion en mode boîte blanche, une revue du code source ainsi qu'une analyse cryptographique de l'écosystème Bitwarden (applications et bibliothèques de code associées). Il portait aussi bien sur les applications client Bitwarden que sur l'infrastructure serveur. Le rapport a été rendu public en novembre 2018 et des correctifs apportés,.
En octobre 2024, une polémique éclate autour d'une mise à jour qui rend les logiciels clients contraires aux principes des logiciels libres, en interdisant l'utilisation d'un kit de développement nécessaire à la compilation du programme pour développer autre chose que Bitwarden, ce qui est contraire à la liberté 0 de la définition d'un logiciel libre par la Free Software Foundation,. Bitwarden Inc. se défend en indiquant qu'il s'agit d'un bug et qu'elle a « l’intention de le résoudre ».

## Fonctionnalités
Bitwarden permet de sauvegarder des mots de passe de sites web et applications, des cartes de crédit ainsi que des notes. Les mots de passe peuvent être sauvegardés sur un serveur dans le cloud ou bien dans un fichier pouvant être stocké sur ordinateur et disque externe . Le gestionnaire prend également en charge la double authentification pour se connecter. 
Bitwarden utilise l'algorithme de chiffrement AES. Selon son créateur, l'équipe de développement ne pourrait pas avoir accès aux données des utilisateurs même si elle le souhaitait.

### Logiciels similaires
- KeePass
- 1Password
- LastPass